# 3-MeO-PCP
La 3-metoxifenciclidina (3-MeO-PCP) es un alucinógeno disociativo de la clase de arilciclohexilamina relacionado con la fenciclidina (PCP) que se ha vendido en línea como droga de diseño. Actúa principalmente como antagonista del receptor NMDA, aunque también se ha encontrado que interactúa con el receptor sigma σ1 y el transportador de serotonina. El fármaco no posee actividad opioide ni actúa como inhibidor de la recaptación de dopamina.

## Farmacología
La 3-MeO-PCP tiene un Ki de 20 nM para el sitio de unión de la dizocilpina (MK-801) del receptor NMDA, 216 nM para el transportador de serotonina (SERT), y 42 nM para el receptor sigma σ<sub>1</sub>. No se ha visto unión con el transportador de dopamina o de norepinefrina, ni al receptor sigma σ2 (K i >10.000 Nm). En base a su similitud estructural con el 3-hidroxi-PCP (3-HO-PCP), que de forma única entre las arilciclohexilaminas tiene una alta afinidad por el receptor opioide μ además del receptor NMDA, inicialmente se esperaba que el 3-MeO-PCP tuviese actividad opioide. Sin embargo, los ensayos de unión de radioligandos con proteínas humanas han demostrado que, contrario a la creencia común, el fármaco tampoco interactúa con los receptores opioides μ-, δ- o κ- en concentraciones de hasta 10.000 Nm. Como tal, la noción de que el 3-MeO-PCP tiene actividad opioide se ha descrito como un mito.
La 3-MeO-PCP se une al receptor NMDA con mayor afinidad que el PCP y tiene la mayor afinidad de las tres sustituciones de anisilo isoméricas del PCP, seguida por 2-MeO-PCP y 4-MeO-PCP.

## Historia
La 3-MeO-PCP se sintetizó por primera vez en 1979 para investigar las relaciones estructura-actividad de los derivados de fenciclidina (PCP). Los efectos del 3-MeO-PCP en humanos no se describieron sino hasta 1999, cuando un químico que usaba el seudónimo de John Q. Beagle escribió que el 3-MeO-PCP era cualitativamente similar al PCP con una potencia comparable. El 3-MeO-PCP fue precedido por el disociativo menos potente 4-MeO-PCP y estuvo disponible por primera vez como producto químico de investigación en 2011.

## Cultura y sociedad

### Estado legal

#### Reino Unido
El 18 de octubre de 2012, el Consejo Asesor sobre el Uso Indebido de Drogas en el Reino Unido publicó un informe sobre la metoxetamina, reportando que los daños de la metoxetamina son proporcionales a la Clase B de la Ley de Uso Indebido de Drogas (1971). El informe continuó sugiriendo que todos los análogos de la metoxetamina también deberían convertirse en medicamentos de clase B y sugirió una cláusula general que cubriera tanto las arilciclohexilaminas existentes así como las no investigadas, incluida la 3-MeO-PCP.

#### Estados Unidos
La 3-MeO-PCP no es una sustancia controlada en los Estados Unidos, pero la posesión o distribución de 3-MeO-PCP para uso humano podría potencialmente ser procesada bajo la Ley Federal Análoga debido a sus similitudes estructurales y farmacológicas con el PCP.

#### Canadá
La Ley de Sustancias y Drogas Controladas de Canadá ha colocado durante años a todos los análogos, derivados, sales y demás productos ligados al PCP bajo una prohibición de la Lista 1, junto con los opioides, la cocaína y otros psicoactivos ilegales de primera categoría. Como tal, la 3-MeO-PCP se prohíbe automáticamente, aunque no se menciona su nombre en el programa. Solo PCP y Ketamina están específicamente escritos en esta lista canadiense.

#### Suecia
La agencia de salud pública de Suecia sugirió clasificar el uso de la 3-MeO-PCP como sustancia peligrosa el 10 de noviembre de 2014.

#### República Checa
El uso y distribución de la 3-MeO-PCP está prohibido en la República Checa.

#### Chile
Según la Ley de drogas de Chile, también conocida como Ley 20000, todos los ésteres y éteres del PCP son ilegales. Como tal, la 3-MeO-PCP es un éter de PCP, cayendo en la categoría ilegal.

#### Portugal
La 3-MeO-PCP no es ni una sal ni un isómero de PCP, lo que no lo hace ilegal el gobierno de Portugal.